# Università di Potsdam

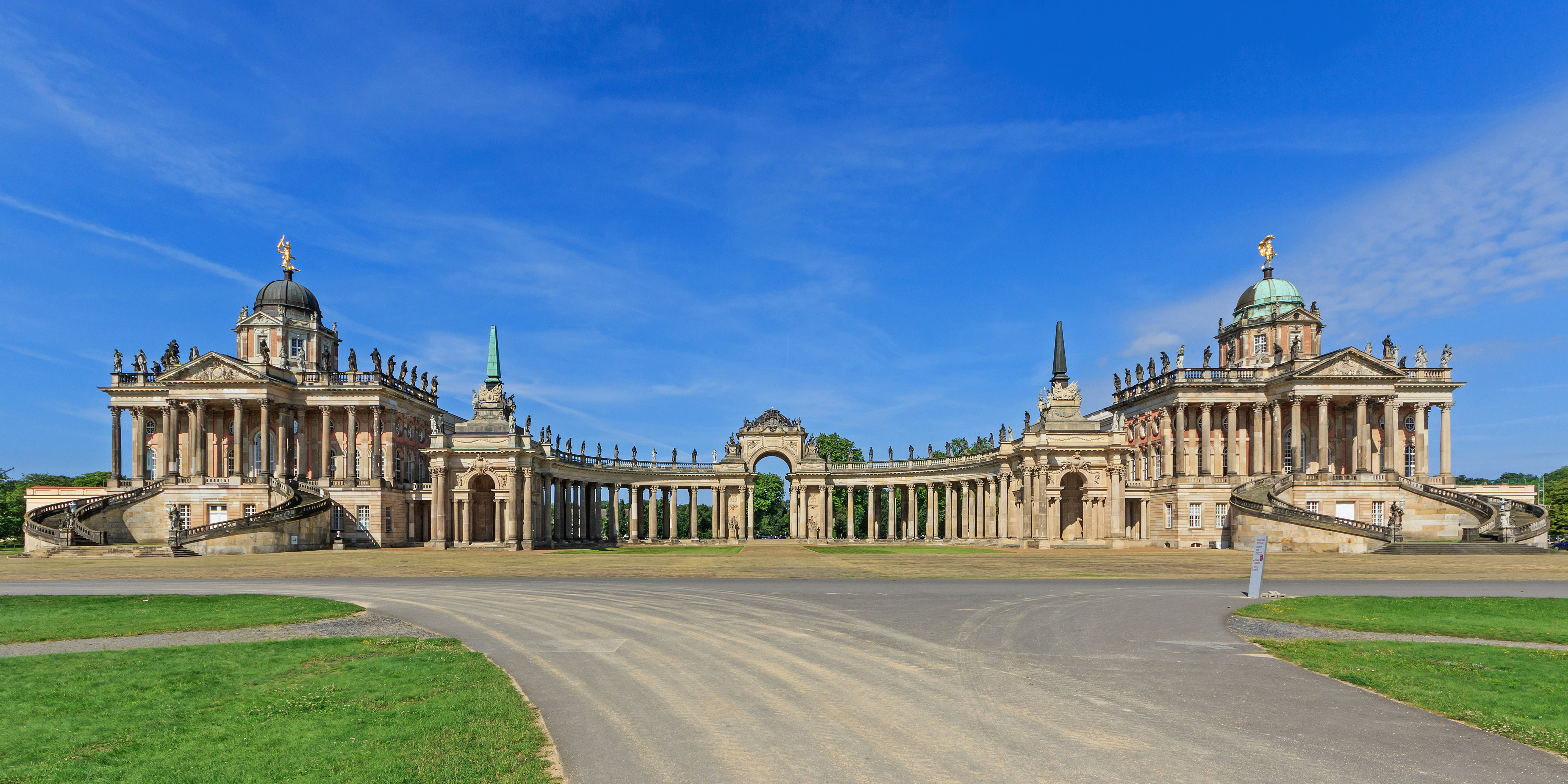
Edifici di servizio del palazzo nuovo di Potsdam ed attuali edifici 9 e 11 dell'università di Potsdam

L'Università di Potsdam è un ateneo tedesco, collocato in diverse aree della zona di Potsdam. È il più grande centro di educazione terziaria dei quattro presenti a Potsdam nonché al tempo il più grande del Land di Brandeburgo.

## Struttura
L'università di Potsdam è strutturata nelle seguenti cinque facoltà:
- Filosofia
- Scienze economiche e scienze sociali
- Scienze, matematiche fisiche e naturali
- Scienze politiche
- Scienze umanistiche

### Edifici

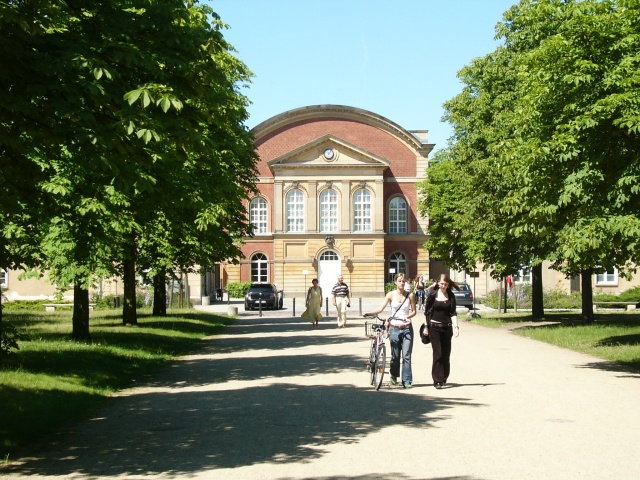
Campus presso il palazzo nuovo di Potsdam: Edificio 8

Alcune parti dell'università comprendono edifici storici, di cui alcuni fanno parte del patrimonio dell'umanità dell'UNESCO. La biblioteca di facoltà si trova nello splendido parco di Sanssouci, presso il Neues Palais, l'istituto storico in una parte delle ali di servizio del palazzo principale, mentre il centro linguistico e l'istituto di germanistica tra gli altri si trovano nei locali delle ex-stalle.

## Presidenti
- Rolf Mitzner (1991-1995)
- Wolfgang Loschelder (1995-2006)
- Sabine Kunst (2007-2011)
- Thomas Grünewald (dal 2011)